# أحمد مختار العبادي
أحمد مختار عبد الفتاح العبادي، (20 أبريل 1922م - 16 رجب 1437 هـ / 23 أبريل 2016م)، أستاذ تاريخ المغرب والأندلس في كلية الآداب بجامعة الإسكندرية، حائز درجة الدكتوراه.

## مؤلفاته
- في التاريخ العباسي والفاطمي ، بيروت، 1966م.
- قيام دولة المماليك الأولى مصر والشام، بيروت، 1969م.
- الصقالبة في إسبانيا وعلاقتهم بالحركة الشعوبية، مدريد، 1953م،
- دراسة حول كتاب البارود والأسلحة النادية لدافيد أيالون، هسبريس، 1959م،
- في التاريخ الأيوبي والمملوكي، 1992م.

## الجوائز والتكريم
- جائزة الدولة التشجيعية في العلوم الاجتماعية، 1968م،
- وسام العلوم والفنون، 1971م،
- جائزة الجامعة التقديرية من جامعة الإسكندرية، 2010م،

## وفاته
رحل عن عالمنا مساء يوم السبت 16 رجب 1437 هـ الموافق 23 أبريل 2016م وتم تشييع الجنازة في اليوم التالي.